# Todos los hijos de Drácula
Todos los hijos de Drácula (All Dracula's Children) es un relato de vampiros escrito por el escritor Dan Simmons en 1991. Bajo una descripción caótica de la situación de Rumania tras la caída del dictador Nicolae Ceauşescu describe una realidad mucho más siniestra.
Esta historia ha sido incluida en varias recopilaciones de relatos vampíricos y sirvió como inicio de su novela Children of the Night (1992), ganadora del Premio Locus de Terror.

## Sinopsis
El relato comienza con un viaje a Transilvania. El narrador, Harold Winston Palmer, representante de una de las mayores empresas del mundo, acompaña a seis enviados de la ONU (un médico, un ministro, diplomáticos) que llegan al aeropuerto Otopeni en Bucarest el 29 de diciembre de 1989. Acompañados por un misterioso guía rumano llamado Radu Fortuna, los viajeros visitan varios de los lugares más oscuros de Rumania tras la caída del dictador Ceaucescu. Contemplando la ruina económica, la miseria de los orfanatos donde languidecen niños enfermos de sida, ciudades contaminadas por los desechos industriales, los viajeros presencian un horror demasiado humano.
Esta terrible visión es rematada cuando Harold y Radu Fortuna son revelados como vampiros al final del relato. Pertenecen a una "familia" que ha influido en los acontecimientos recientes, desde la tiranía del gobierno rumano a su reciente caída. Su padre agonizante es el legendario Drácula, que debido a su descuidada alimentación contrajo el sida y lo ha extendido a los humanos.
- Datos: Q6148016